# Státní hymna Moldavské SSR
Státní hymna Moldavské sovětské socialistické republiky (moldavsky: Imnul de Stat al RSS Moldovenești/Имнул де Стат ал РСС Молдовенешть) byla jedním ze státních symbolů sovětské Moldávie. Od roku 1945 ji tvořila skladba Moldova sovietică/Молдова совиетикэ (česky: Sovětská Moldávie). Autory hudby jsou Ștefan Neaga a Eduard Lazarev, autory textu Emilian Bukov a Ivan Bodarev. Po vzniku samostatného Moldavska v roce 1991 byla nahrazena rumunskou hymnou Deșteaptă-te, române!, od roku 1994 je v platnosti současná hymna Limba noastră.

## Oficiální text
Молдова Советикэ, плаюл ностру’н флоаре
Алэтурь де алте републичь сурорь.
Пэшеште ымпреунэ ку Русия маре
Спре ал Униуний сенин виитор.
Дойна ынфрэцирий прослэвеште Цара,
Ку ынцелепчуне кондусэ де Партид.
Кауза луй Ленин — каузэ мэряцэ —
O ынфэптуеште попорул стрынс унит.
Славэ ын вякурь, ренэскут пэмынт!
Мунка сэ-ць фие креатор авынт!
Ши комунизмул — цел нестрэмутат —
Ыналцэ-л прин фапте пентру феричиря та!

## Text v současné moldavské latinské abecedě
Moldova Sovietică, plaiul nostru’n floare
Alături de alte republici surori.
Pășește împreună cu Rusia mare
Spre al Uniunii senin viitor.
Doina înfrățirii proslăvește Țara,
Cu înțelepciune condusă de Partid.
Cauza lui Lenin — cauză măreață —
O înfăptuiește poporul strîns unit.
Slavă în veacuri, renăscut pămînt!
Munca să-ț’ fie creator avînt!
Și comunismul — țel nestrămutat —
Înalță-l prin fapte pentru fericirea ta

## Český překlad
Sovětská Moldávie, naše kvetoucí země,
spolu s dalšími bratrskými republikami
a velikým Ruskem kráčí
do klidné budoucnosti Svazu.
Píseň bratrství velebí zemi
moudře vedenou stranou.
Lenin je příčinou veliké věci
tvořící jednotu lidu.
Sláva tobě na věky, obrozená země,
tvá práce - síla budovatelů.
Komunismus je trvalý cíl,
tvé dílo pro tvé štěstí.